# George Eastman (attore)
George Eastman, pseudonimo di Luigi Montefiori (Genova, 16 agosto 1942), è un attore, sceneggiatore, regista e produttore cinematografico italiano.

## Biografia
Originario di Genova, si trasferì in seguito a Roma, inizialmente dedicandosi alla pittura, frequentando ambienti in cui entrò anche in contatto con giovani attori intenzionati a costruirsi un nome nel mondo del cinema. Si iscrisse al Centro sperimentale di cinematografia, avendo come insegnante di recitazione Nanni Loy, ma lo abbandonò dopo solo un anno di frequenza incominciando subito ad apparire in alcuni film western all'italiana degli anni sessanta. Nel 1969 è il Minotauro in Fellini Satyricon. Nel 1973 partecipa al film Baba Yaga.
Grazie al suo fisico imponente (è alto due metri) nel corso della sua carriera ha interpretato per la maggior parte ruoli da cattivo, come in Cani arrabbiati o in Blastfighter o da vero e proprio mostro come in Antropophagus o Rosso sangue. È stato anche uno dei collaboratori storici del regista Joe D'Amato, per il quale ha scritto e interpretato film divenuti cult, come Antropophagus e Sesso nero, il primo film hard italiano. Nella sua carriera non ha comunque mai girato scene hardcore, ma ha lavorato con registi, come Mario Bava, Federico Fellini, Lamberto Bava, Lina Wertmüller ed Enzo G. Castellari, ed è uno dei cinque protagonisti delle partite a poker raccontate nei film Regalo di Natale e La rivincita di Natale, entrambi diretti da Pupi Avati. Nel 1989 partecipa al film Il ritorno del grande amico.
Dopo aver co-diretto, con Joe D'Amato, il post apocalittico Anno 2020 - I gladiatori del futuro, ha esordito nella regia con il film fanta-horror DNA formula letale, che gli è valso il primo premio al Festival di Avoriaz. A partire dagli anni novanta ha lavorato soprattutto per la televisione, come sceneggiatore di La squadra, Il maresciallo Rocca e Il cuore nel pozzo.

## Vita privata
Nel 1989 ebbe una figlia, Evelina; nel 1994 ebbe una seconda figlia, Arianna, anch'ella attrice nonché moglie del cantautore rapper Briga, e  infine Tommaso nel 2000. In un'intervista ha dichiarato di aver giocato per 10 anni a rugby.

## Filmografia

Eastman nel western Amico, stammi lontano almeno un palmo (1972) di Michele Lupo

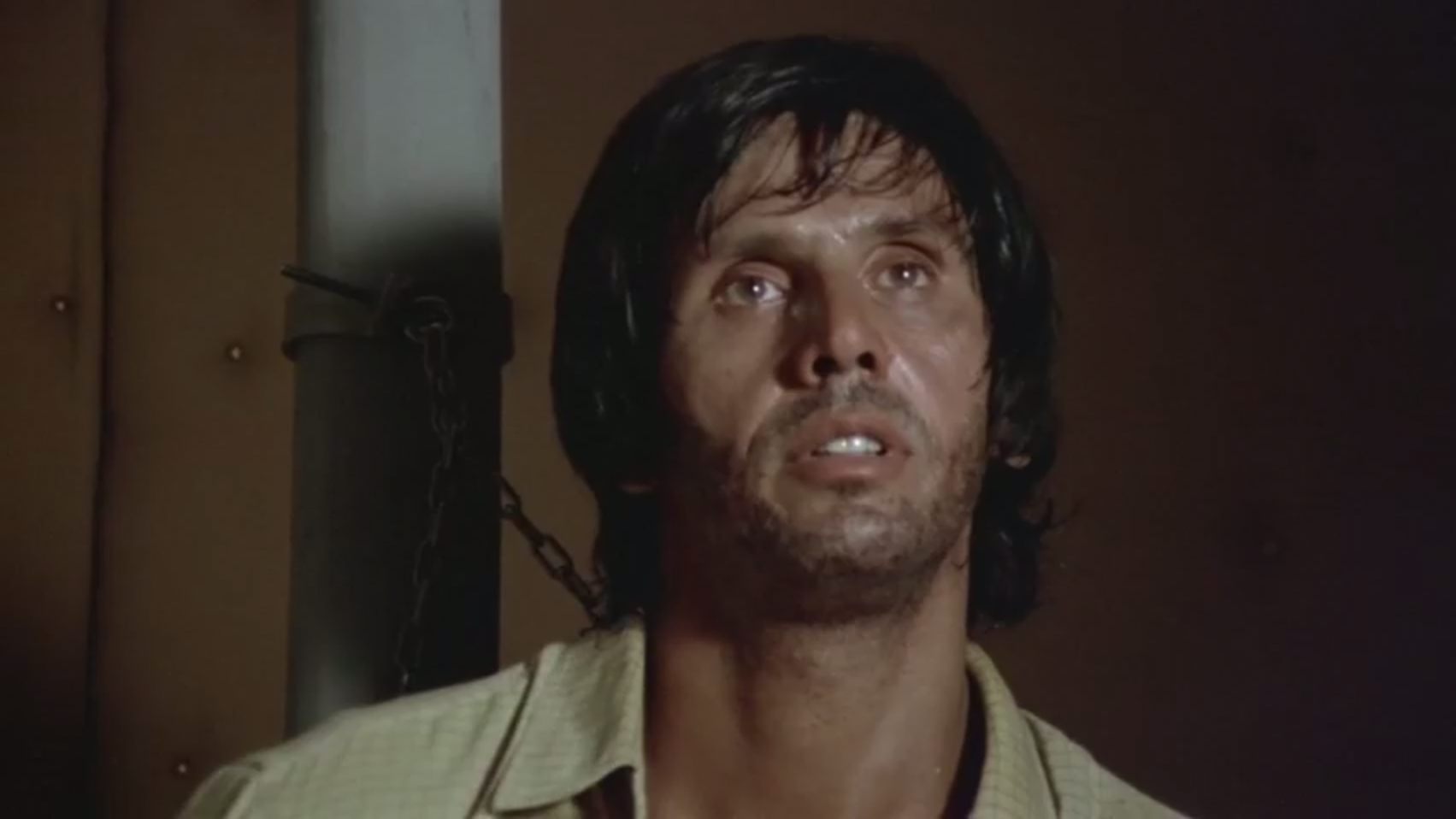
Eastman in Emanuelle e Françoise (1975) di Joe D'Amato

Eastman in Cani arrabbiati (1974) di Mario Bava

Eastman in Rosso sangue (1981) di Joe D'Amato

Eastman in Regalo di Natale (1986) di Pupi Avati

### Attore

#### Cinema
- Django spara per primo, regia di Alberto De Martino (1966)
- Due once di piombo (Il mio nome è Pecos), regia di Maurizio Lucidi (1966)
- Bill il taciturno, regia di Massimo Pupillo (1967)
- L'ultimo killer, regia di Giuseppe Vari (1967)
- Il cobra, regia di Mario Sequi (1967)
- Colpo maestro al servizio di Sua Maestà britannica, regia di Michele Lupo (1967)
- Un poker di pistole, regia di Giuseppe Vari (1967)
- Odia il prossimo tuo, regia di Ferdinando Baldi (1968)
- Preparati la bara!, regia di Ferdinando Baldi (1968)
- Il mio corpo per un poker, regia di Lina Wertmüller e Piero Cristofani (1968)
- Niente rose per OSS 117, regia di André Hunebelle, Jean-Pierre Desagnat e Renzo Cerrato (1968)
- Cinque figli di cane, regia di Alfio Caltabiano (1969)
- Fellini Satyricon, regia di Federico Fellini (1969)
- La collina degli stivali, regia di Giuseppe Colizzi (1969)
- Ciakmull - L'uomo della vendetta, regia di Enzo Barboni (1970)
- Bastardo, vamos a matar, regia di Gino Mangini (1971)
- Quel maledetto giorno della resa dei conti, regia di Sergio Garrone (1971)
- Amico, stammi lontano almeno un palmo, regia di Michele Lupo (1972)
- Il richiamo della foresta (Call of the Wild), regia di Ken Annakin (1972)
- Baba Yaga, regia di Corrado Farina (1973)
- Tutti per uno botte per tutti, regia di Bruno Corbucci (1973)
- Un magnifico ceffo da galera (Scalawag), regia di Kirk Douglas e Zoran Calic (1973)
- Cani arrabbiati, regia di Mario Bava (1974)
- Le permis de conduir, regia di Jean Girault (1974)
- Emanuelle e Françoise (Le sorelline), regia di Joe D'Amato (1975)
- A forza di sberle, regia di Bruno Corbucci (1975)
- La tigre venuta dal fiume Kwai, regia di Franco Lattanzi (1975)
- Sangue di sbirro, regia di Alfonso Brescia (1976)
- Bordella, regia di Pupi Avati (1976)
- Celestina, regia di Miguel Sabido (1976)
- Quella strana voglia d'amare, regia Mario Imperoli (1977)
- Emanuelle - Perché violenza alle donne?, regia di Joe D'Amato (1977)
- La febbre americana, regia di Claudio De Molinis (1978)
- Hard Sensation, regia di Joe D'Amato (1980)
- Sesso nero, regia di Joe D'Amato (1980)
- Antropophagus, regia di Joe D'Amato (1980)
- Le notti erotiche dei morti viventi, regia di Joe D'Amato (1980)
- Porno Holocaust, regia di Joe D'Amato (1981)
- Rosso sangue, regia di Joe D'Amato (1981)
- I nuovi barbari, regia di Enzo G. Castellari (1982)
- Delizie erotiche, regia di Claude Pierson, Bruno Gaburro (1982)
- 1990 - I guerrieri del Bronx, regia di Enzo G. Castellari (1982)
- La guerra del ferro - Ironmaster, regia di Umberto Lenzi (1983)
- 2019 - Dopo la caduta di New York, regia di Sergio Martino (1983)
- Endgame - Bronx lotta finale, regia di Joe D'Amato (1983)
- Blastfighter, regia di Lamberto Bava (1984)
- King David, regia di Bruce Beresford (1985)
- Vendetta dal futuro, regia di Sergio Martino (1986)
- Asilo di polizia, regia di Filippo Ottoni (1986)
- Regalo di Natale, regia di Pupi Avati (1986)
- The Barbarians, regia di Ruggero Deodato (1987)
- Le foto di Gioia, regia di Lamberto Bava (1987)
- In una notte di chiaro di luna, regia di Lina Wertmüller (1989)
- Il ritorno del grande amico, regia di Giorgio Molteni (1989)
- DNA formula letale, regia di George Eastman (1990)
- Al centro dell'area di rigore, regia di Bruno Garbuglia (1996)
- La rivincita di Natale, regia di Pupi Avati (2004)

#### Televisione
- Facciaffittasi – serie TV, 6 episodi (1987)
- Il maresciallo Rocca – serie TV, episodi 2x02-2x03 (1998)

### Regista
- Bestialità, co-regia con Peter Skerl (1976)
- Anno 2020 - I gladiatori del futuro, co-regia con Joe D'amato (come Kevin Mancuso) – non accreditato (1984)
- DNA formula letale (1990)

### Sceneggiatore
- Ciakmull - L'uomo della vendetta, regia di Enzo Barboni – non accreditato (1970)
- Amico, stammi lontano almeno un palmo, regia di Michele Lupo (1972)
- Giubbe rosse, regia di Joe D'Amato – non accreditato (1975)
- Voto di castità, regia di Joe D'Amato (1976)
- Keoma, regia di Enzo G. Castellari (1976)
- Cuginetta... amore mio!, regia di Bruno Mattei (1976)
- Bestialità, regia di Peter Skerl e George Eastman (1976)
- Candido erotico, regia di Claudio De Molinis (1977)
- Quella strana voglia d'amare, regia di Mario Imperoli (1977)
- Canne mozze, regia di Mario Imperoli (1977)
- La febbre americana, regia di Claudio De Molinis (1978)
- Le evase - Storie di sesso e di violenze, regia di Giovanni Brusatori (come Conrad Brueghel) (1978)
- Il porno shop della settima strada, regia di Joe D'Amato (1979)
- Il fiume del grande caimano, regia di Sergio Martino (1979)
- La ragazza del vagone letto, regia di Ferdinando Baldi (1979)
- Antropophagus, regia di Joe D'Amato (1980)
- Sesso nero, regia di Joe D'Amato (1980)
- Le notti erotiche dei morti viventi, regia di Joe D'Amato (1980)
- Hard Sensation, regia di Joe D'Amato (1980)
- Rosso sangue, regia di Joe D'Amato (1981)
- Porno Holocaust, regia di Joe D'Amato e Bruno Mattei (1981)
- Anno 2020 - I gladiatori del futuro, regia di Joe D'Amato e George Eastman (1982)
- Caligola - La storia mai raccontata, regia di Joe D'Amato (1982)
- Endgame - Bronx lotta finale, regia di Joe D'Amato (1983)
- Deliria, regia di Michele Soavi (1987)
- Le foto di Gioia, regia di Lamberto Bava (1987)
- DNA formula letale, regia di George Eastman (1990)
- Il principe del deserto, regia di Duccio Tessari – miniserie TV (1990)
- Beyond Justice, regia di Duccio Tessari (1992)
- La figlia del maharajah, regia di Burt Brinckerhoff – miniserie TV (1995)
- Occhio di falco – serie TV (1996)
- Il maresciallo Rocca – serie TV (1996-1998)
- Il ritorno di Sandokan, regia di Enzo G. Castellari – miniserie TV (1996)
- Deserto di fuoco, regia di Enzo G. Castellari – miniserie TV (1997)
- I guardiani del cielo, regia di Alberto Negrin – miniserie TV (1998)
- L'ispettore Giusti – serie TV (1999)
- La squadra – serie TV (2000-2002)
- Uno bianca, regia di Michele Soavi – miniserie TV (2001)
- Tutto in quella notte, regia di Massimo Spano – miniserie TV (2001)
- Il commissario – serie TV, episodio 1x06 (2002)
- Il cuore nel pozzo, regia di Alberto Negrin – miniserie TV (2005)
- L'onore e il rispetto – serie TV (2006-2017)
- Codice rosso – serie TV, 1 episodio (2006)
- Io ti assolvo, regia di Eros Puglielli – film TV (2008)
- Caldo criminale, regia di Eros Puglielli – film TV (2010)
- Il peccato e la vergogna – serie TV (2010-2014)

### Produttore
- Antropophagus, regia di Joe D'Amato (1980)

## Doppiatori italiani
- Pino Locchi in Bill il taciturno, Odia il prossimo tuo, Preparati la bara!, Il mio corpo per un poker, Ciakmull - L'uomo della vendetta
- Pino Colizzi in L'ultimo killer, Un poker di pistole, Baba Yaga
- Sergio Graziani in Colpo maestro al servizio di Sua Maestà britannica, Cinque figli di cane, Amico, stammi lontano almeno un palmo
- Carlo Sabatini in Un magnifico ceffo da galera, Endgame - Bronx lotta finale, Le foto di Gioia
- Adalberto Maria Merli in Bastardo, vamos a matar, Quel maledetto giorno della resa dei conti
- Michele Kalamera in Il richiamo della foresta, I nuovi barbari
- Massimo Foschi in Due once di piombo (Il mio nome è Pecos)
- Manlio De Angelis in Niente rose per OSS 117
- Luciano De Ambrosis in Fellini Satyricon
- Cesare Barbetti in Tutti per uno botte per tutti
- Elio Zamuto in Sangue di sbirro
- Carlo Marini in Porno Holocaust
- Gianni Marzocchi in 1990 - I guerrieri del Bronx
- Sergio Rossi in 2019 - Dopo la caduta di New York
- Gabriele Duma in Cani arrabbiati (doppiaggio tardivo)